# 克雷明
克雷明是德国梅克伦堡-前波莫瑞州的一个市镇。总面积16.86平方公里，总人口241人，其中男性129人，女性112人（2011年12月31日），人口密度14人/平方公里。